# Ophiomastus molinae
Ophiomastus molinae är en ormstjärneart som beskrevs av Castillo 1968. Ophiomastus molinae ingår i släktet Ophiomastus och familjen fransormstjärnor. Inga underarter finns listade i Catalogue of Life.